# ソ・ヨンウン
ソ・ヨンウン（朝: 서영은、徐英恩、1973年7月22日 - ）は、韓国の女性歌手である。カトリック大学校生物学科卒。
高校生のころは放送部に所属していた。大学1年生の時からジャズグループを結成して活動。ジャズクラブの「Monk」、「All ThatJazz」や延世大学校で開かれた「第1回 CampusJazzClass」で公演をおこなっていた。これが評価されて、『月刊GMV』が主催する「韓国を代表するジャズアーティスト5人」のうちの1人に選ばれた。
アメリカ合衆国の「Summer Jazz Workshop」修了後、英語の発音がどうしても様にならず、朝鮮語ポップスに転向し、1997年に歌手デビューする。
1998年、映画『美術館の隣の動物園』挿入歌「사랑하는 날에（愛する日に）」を皮切りに、MBCのドラマ『雪だるま』の「ホンジャガアニンナ（I'm Not Alone）」、SBSドラマ『初恋』の「내 안의 그대（私の中のあなた）」、映画『偉大なる遺産』の「어떤 사랑（ある人）」など幾多のオリジナルサウンドトラックに参加し「OSTの女王」と呼ばれた。
2004年、4集アルバムタイトル曲「天使」とリメークアルバム『Romantic 1』が相次いでヒット。リメークブームの一翼を担った。
2005年、SBSドラマ『ルル姫』主題歌「シャイン」を歌い、あらためて「OSTの女王」であることを知らしめた。

## 代表曲
- 私の中のあなた
- ホンジャガアニンナ（I'm Not Alone）
- 天使
- Blue Moon